# The Act-Ups
 (avril 2023).
The Act-Ups est un groupe de rock portugais, originaire de Barreiro.

## Biographie
Formé à partir des cendres du groupe de country punk The Sullens, leur première formation se composait de trois guitaristes, d'une bassiste, d'un batteur et d'un claviériste. Leur premier album, I Bet You Love Us Too, sort chez Hey, Pachuco! Recs. en 2003 qui est un mélange de garage rock, punk et soul, avec un son dominé par la guitare et des compositions musicales très soignées.
Leur deuxième album, The Marriage of Heaven and Hell, sort en 2006 chez Hey, Pachuco! Recs. sur CD. L'album sort également en Europe sur l'album en édition limitée par le biais du label espagnol Beatnickmoon Rock and Roll Crafts. C'est un disque plus mature et plus sombre, mais qui n'a pas perdu les ingrédients qui rendent le son d'Act-Ups si reconnaissable : du fuzz et des chansons soul. Le line-up du groupe change, Pistol Pete remplaçant Hellso à la batterie et Gomez quittant (Was Made for Love). Avec cet album, le groupe est très bien accueilli en Espagne, ce qui l'amène à faire de nombreuses tournées dans ce pays. Plus tard cette année-là, le groupe sort un EP (Take Me Home) sur Groovie Records. La musique de ce disque est utilisée dans Um ano mais longo, un film du réalisateur Marco Martins.
Le groupe prépare ensuite un nouvel album, The Act-Ups Play The Old Psychedelic Sounds of Today, enregistré à l'Estúdio King, à Barreiro. Il est publié sur CD et LP par les labels Hey, Pachuco! Recs. et Groovie Records en septembre 2008. En 2015, ils publient l'album Homo Zugadita Quasar Monacant et jouent à Albi, en France, en 2017.

## Membres
- Nick Nicotine — chant, guitare
- N Very — guitare
- Johnny Intense — guitare
- Pistol Pete — batterie, chant
- Tony Fetiche — basse

## Discographie
- 2003 : I Bet You Love Us Too
- 2006 : The Marriage of Heaven and Hell
- 2006 : Take Me Home EP
- 2008 : The Act-Ups Play the Old Psychedelic Sounds of Today
- 2015 : Homo Zugadita Quasar Monacant